# Straat van Hormuz
De Straat van Hormuz of Straat van Ormoes (Perzisch:تنگه هرمز , Arabisch: مضيق هرمز) is een zeestraat tussen de Perzische Golf in het westen en de Golf van Oman in het oosten. Ten noorden ervan ligt Iran en ten zuiden liggen de Verenigde Arabische Emiraten en Musandam, een exclave van  Oman.
In de smalle straat liggen verschillende eilanden: Hormuz, het eiland waar deze zeestraat zijn naam aan dankt, Kish, Qishm, Aboe Musa en de Grote en Kleine Tunbs. Deze eilanden hebben een belangrijke strategische positie.
De straat is op het smalste punt ongeveer 35 mijl (54 kilometer) breed. Het scheepvaartverkeer op dat punt wordt in twee routes verdeeld van elk drie kilometer breed. De westwaartse route loopt door de territoriale wateren van Iran. Tussen de oost- en westwaartse route is een buffer van drie kilometer om aanvaringen te voorkomen. De straat is diep genoeg voor de grootste olietankers.

## Strategische positie
De Straat van Hormuz is een belangrijke verkeersader voor aardolie. In 2011 vervoerden olietankers 17 miljoen vaten olie per dag door de straat, het jaar ervoor was dit nog 15 à 16 miljoen vaten. Deze hoeveelheden corresponderen met zo’n 35% van alle aardolie die per tanker wordt vervoerd en ongeveer 20% van alle wereldwijd verhandelde ruwe olie. Per dag varen 14 volle tankers door de straat, vooral met Azië als bestemming. De olie is afkomstig uit Iran, Irak, Koeweit en Saudi-Arabië. In 2018 werden er 20,7 miljoen vaten verscheept door de zeestraat. Een afsluiting van de Straat van Hormuz zou enorme gevolgen hebben voor de levering van olie aan de wereld. Er zijn pijpleidingen naar de Rode Zee en de Middellandse Zee, maar deze hebben onvoldoende capaciteit om de gevolgen van een blokkade volledig op te vangen. 
In 2008 is Abu Dhabi gestart met de aanleg van de Habshan-Fujairahpijpleiding. Deze pijpleiding is begin 2012 in gebruik genomen en heeft voldoende capaciteit, circa 1,5 miljoen vaten per dag, dat is 60 à 70 miljoen ton per jaar, om de halve olieproductie van Abu Dhabi naar Fujairah ten oosten van de Straat van Hormuz te vervoeren.
Op een persconferentie op 18 december 1997 verklaarde Iran Abbas Maleki, de plaatsvervangend minister van Buitenlandse Zaken van Iran, dat Iran de vrije scheepvaart steunt, maar Iran behield zich het recht voor de straat af te sluiten als het wordt bedreigd.
In juni 2019 zijn twee olietankers aangevallen nabij de Straat, waarvan een in brand is geraakt. De 44 bemanningsleden van de Kokuka Courageous en de Front Altair zijn door Iraanse reddingsschepen in veiligheid gebracht. Eerder dat jaar waren al vier tankers aangevallen voor de kust van de Verenigde Arabische Emiraten. De precieze toedracht van de incidenten is nog onduidelijk. De Verenigde Staten legden de schuld voor die incidenten bij Iran, dat elke betrokkenheid ontkent. Boskalis kreeg de opdracht om de twee beschadigde tankers te bergen. In juli 2019 werd een Britse olietanker in beslag genomen in de Straat. Een ander schip werd aangehouden en later weer vrijgegeven. Deze acties lijken een vergelding voor het aan de ketting leggen van een Iraanse tanker bij  Gibraltar door de Britten.
Ook in het verleden vormde de Straat een strategische plek. De Portugezen stichtten er in de zestiende eeuw een handelspost op het eiland Hormuz. Deze werd echter in 1622 door sjah Abbas I, met hulp van onder anderen de Engelsman William Baffin, veroverd en daarmee werden de Portugezen uit Iran verdreven. Abbas stichtte daarop de stad Bandar Abbas, die het scheepvaartverkeer moest controleren. De VOC verkreeg toen een handelspost in die stad.